# Lycenchelys hippopotamus
Lycenchelys hippopotamus és una espècie de peix de la família dels zoàrcids i de l'ordre dels perciformes.

## Morfologia
- Els mascles poden assolir 22,1 cm de longitud total.[4][5]

## Hàbitat
És un peix marí i d'aigües profundes que viu entre 160-1.800 m de fondària.

## Distribució geogràfica
Es troba al Pacífic nord-occidental: des del Japó fins al Mar de Bering, incloent-hi la mar d'Okhotsk.

## Observacions
És inofensiu per als humans.